# Курильо
Курильо (исп. Curillo) — город и муниципалитет на юге Колумбии, на территории департамента Какета.

## История
Поселение, из которого позднее вырос город, было основано в 1950 году. Муниципалитет Курильо был выделен в отдельную административную единицу 12 ноября 1985 года.

## Географическое положение

Муниципалитет Курильо

Город расположен в западной части департамента, в пределах Амазонского природно-территориального комплекса, на левом берегу реки Какеты, на расстоянии приблизительно 72 километров к юго-западу от города Флоренсия, административного центра департамента. Абсолютная высота — 230 метров над уровнем моря.
Муниципалитет Курильо граничит на северо-западе с территорией муниципалитета Сан-Хосе-дель-Фрагуа, на севере — с муниципалитетом Альбания, на северо-востоке — с муниципалитетом Вальпараисо, на востоке — с муниципалитетом Солита, на юге — с территорией департамента Путумайо, на юго-западе — с территорией департамента Каука. Площадь муниципалитета составляет 459 км².

## Население
По данным Национального административного департамента статистики Колумбии, совокупная численность населения города и муниципалитета в 2024 году составляла 8109 человек.
Динамика численности населения муниципалитета по годам:
| 2005   | 2010   | 2015   | 2020 | 2021 | 2022 | 2023 | 2024 |
| ------ | ------ | ------ | ---- | ---- | ---- | ---- | ---- |
| 11 121 | 11 400 | 11 683 | 7829 | 7926 | 7980 | 8051 | 8109 |

## Экономика
Большинство трудоспособного населения занято в сельском хозяйстве.